# 과이바그라칠레주머니쥐
과이바그라칠레주머니쥐 또는 과이바가냘픈주머니쥐(Cryptonanus guahybae)는 남아메리카에서 발견되는 주머니쥐의 일종이다. 브라질 남부의 토착종으로 히우그란지두술주의 세 곳, 과히바와 상로렌수, 타콰라에서만 서식하는 것으로 알려져 있다. 연구가 아직 빈약한 상태이고, 아열대 숲에서 서식하며 산림 남벌로 멸종 위협을 받고 있는 것으로 추정하고 있다.